# Burg (Dithmarschen)
Burg (Dithmarschen) – miejscowość i gmina w Niemczech w kraju związkowym Szlezwik-Holsztyn, w powiecie Dithmarschen, siedziba związku gmin Burg-Sankt Michaelisdonn.